# Саратовка (Гур'євський округ)
Сара́товка (рос. Саратовка) — присілок у складі Гур'євського округу Кемеровської області, Росія.

## Населення
Населення — 7 осіб (2010; 65 у 2002).
Національний склад (станом на 2002 рік):
- росіяни — 94 %